# Pimpla aquilonia
Pimpla aquilonia là một loài tò vò trong họ Ichneumonidae.